# Odrüsz uralkodók listája
Odrüsz a görög világ peremén a hellenisztikus kor jelentős állama. Uralkodói a következők:
| Név                | Idő           | Megjegyzés                     |
| ------------------ | ------------- | ------------------------------ |
| I. Térész          | i. e. 460–445 |                                |
| Szpartokosz        | i. e. 450–431 | I. Térész fia                  |
| Szitalkész         | i. e. 431–424 | I. Térész fia                  |
| Szeuthész          | i. e. 424–410 | Szpartokosz fia                |
| Amadokosz          | i. e. 408–389 | Szitalkész fia                 |
| II. Szeuthész      | i. e. 405–387 | Szpartokosz unokája            |
| Hebrüszelmisz      | i. e. 387–383 | Szeuthész fia                  |
| I. Kotüsz          | i. e. 384–359 | I. vagy II. Szeuthész fia      |
| Kerszobleptész     | i. e. 359–341 | I. Kotüsz fia                  |
| Beriszádész        | i. e. 359–352 | Nyugat-Trákia                  |
| II. Amadokosz      | i. e. 359–351 | Közép-Trákia                   |
| Ketriporisz        | i. e. 356–351 | Beriszádész fia, Nyugat-Trákia |
| II. Térész         | i. e. 351–342 | Amadokosz fia, Közép-Trákia    |
| III. Szeuthész     | i. e. 331–300 | I. Kotüsz fia                  |
| II. Kotüsz         | i. e. 300–280 | III. Szeuthész fia             |
| Raiszthosz         | i. e. 280–?   | II. Kotüsz fia                 |
| III. Kotüsz        | i. e. 270     | Raiszthosz fia                 |
| I. Rheszkuphorisz  | i. e. 240–215 | III. Kotüsz fia                |
| IV. Szeuthész      | i. e. 240–215 | Rheszkuphorisz fia             |
| III. Amadokosz     | i. e. 184     | IV. Szeuthész fia              |
| IV. Kotüsz         | i. e. 171–167 | IV. Szeuthész fia              |
| III. Térész        | i. e. 149     | III. Amadokosz fia             |
| Beithüsz           | i. e. ?–120   | IV. Kotüsz fia                 |
| V. Kotüsz          | i. e. 120–?   | Beithüsz fia                   |
| I. Szadalasz       | i. e. 87–79   | V. Kotüsz fia                  |
| VI. Kotüsz         | i. e. 57–48   | I. Szadalasz fia               |
| II. Szadalasz      | i. e. 48–42   | VI. Kotüsz fia                 |
| III. Szadalasz     | i. e. 42–31   | II. Szadalasz fia              |
| VII. Kotüsz        | i. e. 31–18   | II. Szadalasz fia              |
| II. Rheszkuphorisz | i. e. 18–11   | VII. Kotüsz fia                |

## Lásd még
- Odrüsziak